# Carex vallis-rosetto
Espèce
Classification phylogénétique
Carex vallis-rosetto est une espèce des plantes du genre Carex et de la famille des Cyperaceae.